# Carlos Batres
Carlos Alberto Batres González (født 2. april 1968) er en tidligere fodbolddommer fra Guatemala. Han dømte internationalt under det internationale fodboldforbund FIFA fra 1996 til 2010, hvor han var placeret i den nordamerikanske dommergruppe. Han dømte Danmarks første gruppekamp mod Senegal ved VM 2002.
Batres har deltaget ved 2 VM slutrunder (2002 og 2010), hvor det i alt blev til 5 kampe. Han var udtaget til at deltage ved slutrunden i 2006, men måtte opgive at deltage da hans dommer-team ikke bestod fitness-testen op til slutrunden..
Civilt arbejder Batres som forsker .

## Karriere

### VM 2002
- Danmark –  Senegal (gruppespil)
- Tyskland –  Paraguay (ottendedelsfinale)

### VM 2010
- Algeriet –  Slovenien (gruppespil)
- Italien –  New Zealand (gruppespil)
- Paraguay –  Spanien (kvartfinale)